# 工人剧场 (青岛)
36°4′26.6″N 120°19′18″E / 36.074056°N 120.32167°E
工人剧场为青岛市工人文化宫的一部分，位于中国山东省青岛市市北区上海路6号，邻近第三公园，建于1940年，最初为日本陆军俱乐部，抗战后改为山东盐务管理局办公楼，1951年改为现用途。

## 历史

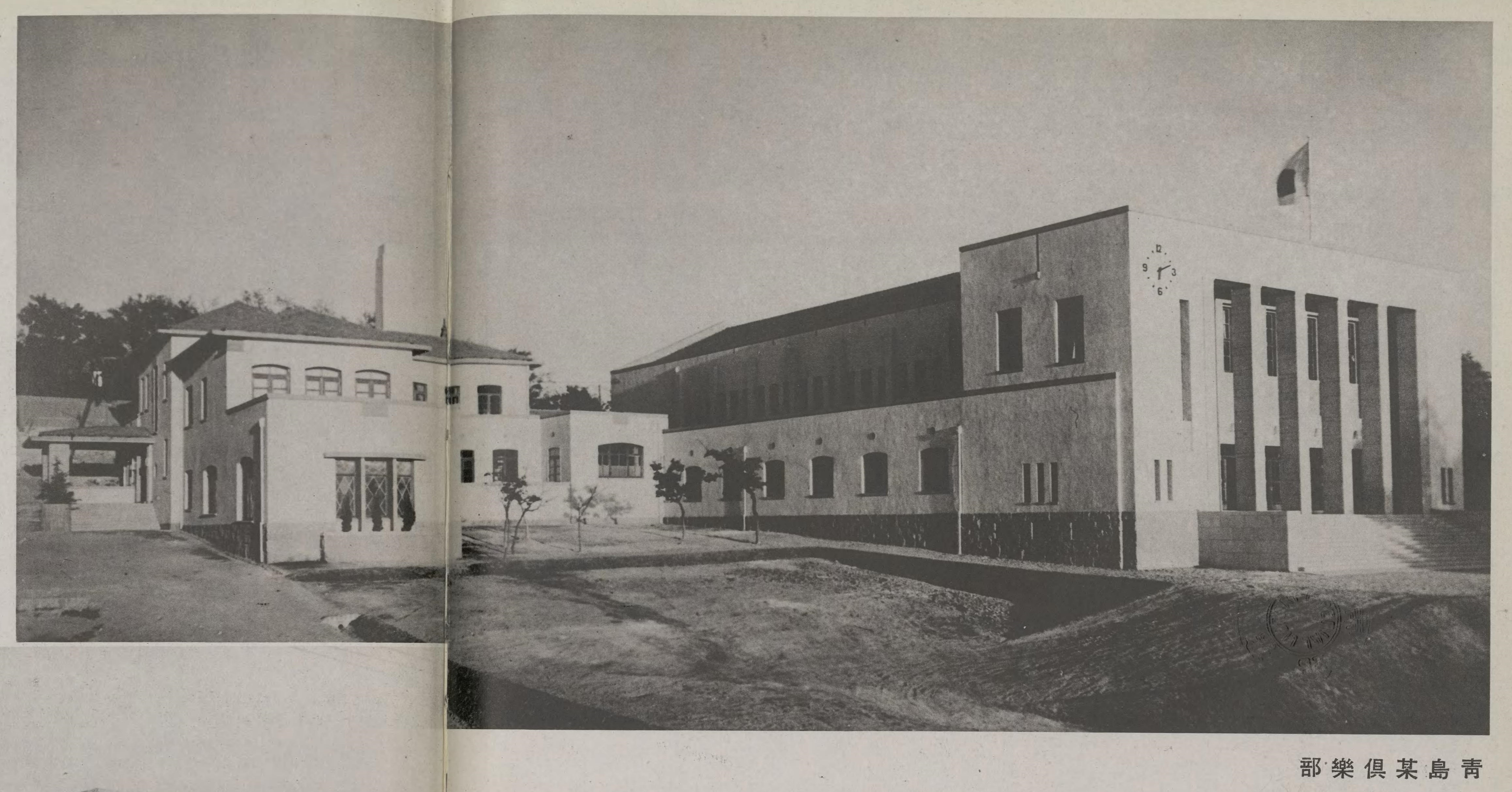
建成之初的日本陆军俱乐部，1941年株式会社清水组编《工事年鉴》收录照片

抗战期间的1940年，日军在青岛第三公园东南部新建日本陆军俱乐部。
抗战结束后的1946年1月31日，该楼地下室发现两个盛放药水和婴儿尸体的水缸，婴儿尸体有6具，均被挖眼剖腹，且戴有号码木牌。青岛市警察局曾调查此事，并询问附近日本医院的日本籍医务人员，几名日本医务人员均称不知情且互相推诿，并称日本投降后重要人员均已遣返回国，当时在青日本人均不知情。同年4月6日调查无果结案。
1945年12月，南京国民政府在青岛组建财政部山东盐务管理局，1946年2月成立青岛盐务管理分局，二局在上海路6号日本陆军俱乐部旧址合署办公。1947年6月,青岛盐务管理分局裁撤，成立胶澳盐场公署，迁至大港沿2号，与山东盐务管理局分开办公。1949年6月青岛解放后，人民政府接收山东盐务管理局，与解放区胶州盐务局合并成立胶澳盐务局，仍设于上海路6号。1950年胶澳盐务局改名为胶澳盐场管理处，迁址胶州路5号。

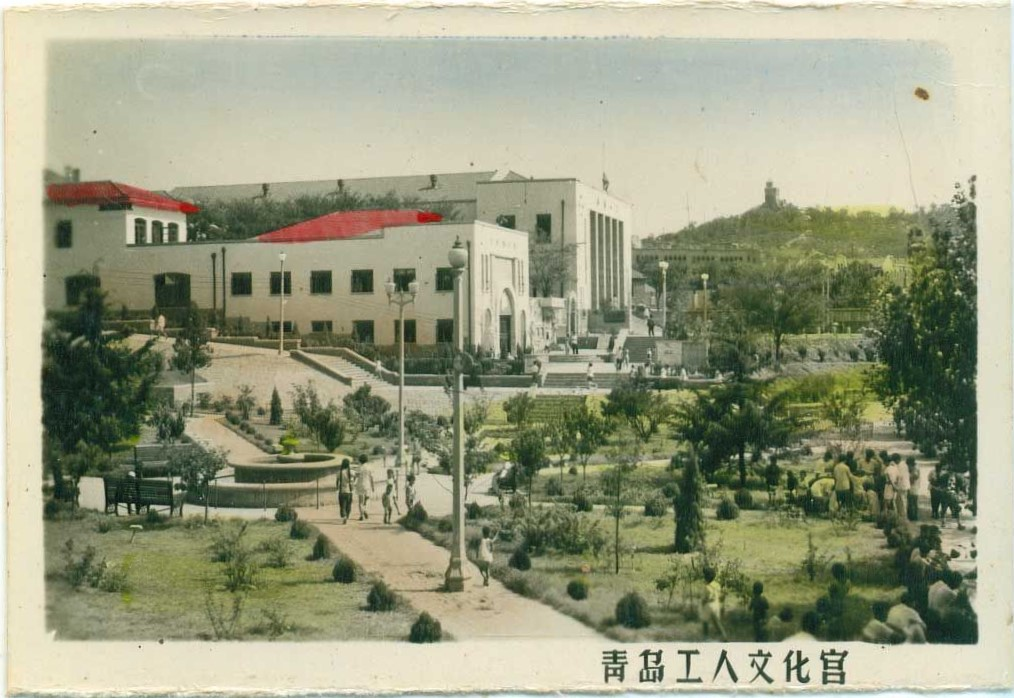
1950年代的青岛市工人文化宫及工人剧场

1951年5月，青岛市总工会经中共青岛市委、青岛市人民政府协助，将设于上海路6号甲（第三公园东北侧）原山东每日新闻报社的青岛市工人俱乐部扩编为青岛市工人文化宫，上海路6号原日本陆军俱乐部移交给工人文化宫，作为办公楼、活动室及剧场。剧场原为日本陆军俱乐部的室内体育馆，没有舞台、座位和放映室，经青岛市房产局青岛建筑公司改建，1951年11月7日动工，2个月后完工，改建为能容纳一千余人的影剧院，命名为“工人剧场”。1952年1月26日在此举行青岛市工人文化宫成立大会，2月28日举行市京剧界联合献演。
1952年8月，京剧大师梅兰芳率梅兰芳剧团到青岛，在永安大戏院演出后，于9月12日至16日在工人剧场演出。1954年元旦，山东省话剧团在工人剧场演出苏联话剧《曙光照耀着莫斯科》。同年8月4日，张慧冲巨型魔术团在此演出。11月23日，相声艺术家常连安率天津市曲艺团在此演出。曾在工人剧场演出的还有中央乐团、中央歌舞团、中央实验歌剧院、中央广播乐团、中央民族乐团、中国杂技团魔术队、北京市曲剧团、北方昆曲剧院、上海滑稽剧团、山东军区京剧团等。
2000年代，工人剧场曾一度闲置，约2010年翻修重新投入使用。因2016年中华全国总工会启动针对工人文化宫的清理整改工作，要求通过清理出租承包行为，推动工人文化宫回归公益性和服务性，青岛市总工会于2018年开始对青岛市工人文化宫清理整治，2020年对工人剧场提升改造，用于举办文艺演出、主题影院、会议培训等。

## 建筑特色
青岛工人剧场及其附属建筑占地面积5754.6平方米，建筑面积1128平方米，通高约11.5米，钢筋混凝土结构，平面略呈方形，坐东朝西，地上二层，地下一层。剧场主入口与第三公园形成高差，以显高大。拾级而上，门前有较大的分层广场，接纳西、北两方向的人流。建筑外墙花岗石勒脚，乳黄色墙面。立面处理突出剧场入口，以6根通高二层的花岗岩方柱支撑虚廊，与左右两侧的实墙形成对比，其建筑立面与环境处理方式类似于纪念堂、会议中心一类建筑。门廊内为五组矩形门窗，入内经前门厅即为观众大厅，大厅东部为舞台，两侧为休息厅、厕所及用于人流疏散的侧门。建筑整体为现代国际风格，形体简洁，色彩朴素。